# قائمة المواقع والمعالم المصنفة في ولاية الشلف
هذه قائمة حصرية للمواقع الأثرية و المعالم التاريخية المصنفـــة حسب وزارة الثقافة والاتصال (الجزائر) لولاية الشلف
| رقم    | اسم                                        | وصف              | موقع | مدينة | قسم   | الإحداثيات                                    | صورة |
| ------ | ------------------------------------------ | ---------------- | ---- | ----- | ----- | --------------------------------------------- | ---- |
| 02-001 | فسيفساء الكنيسة الشلف                      | احداثيات تقريبية |      | شلف   | الشلف | 36°09′44″N 1°20′10″E / 36.162132°N 1.336212°E | صورة |
| 02-002 | الأطلال الرومانية لقلعة أولاد عبد الله تنس | احداثيات تقريبية |      | تنس   | الشلف | 36°30′34″N 1°18′36″E / 36.509498°N 1.309862°E | صورة |
| 02-003 | مسجد تنس القديم                            | احداثيات تقريبية |      | تنس   | الشلف | 36°30′42″N 1°18′28″E / 36.511637°N 1.307888°E | صورة |